# Deelnemers UEFA-toernooien Bosnië en Herzegovina
Onderstaande tabellen bevatten de deelnemers aan de UEFA-toernooien uit  Bosnië en Herzegovina.

## Mannen
NB Klikken op de clubnaam geeft een link naar het Wikipedia-artikel over het betreffende toernooi in het betreffende seizoen.
| Seizoen | Champions League        | UEFA Cup                                                          | Intertoto Cup                          |
| ------- | ----------------------- | ----------------------------------------------------------------- | -------------------------------------- |
| 1998/99 |                         | FK Sarajevo Željezničar Sarajevo                                  |                                        |
| 1999/00 |                         |                                                                   | Jedinstvo Bihać                        |
| 2000/01 | Brotnjo Čitluk          | Budućnost Banovići Željezničar Sarajevo                           | Zrinjski Mostar                        |
| 2001/02 | Željezničar Sarajevo    | Brotnjo Čitluk FK Sarajevo                                        | Čelik Zenica                           |
| 2002/03 | Željezničar Sarajevo -> | Željezničar Sarajevo FK Sarajevo Široki Brijeg                    | Brotnjo Čitluk                         |
| 2003/04 | Leotar Trebinje         | FK Sarajevo Željezničar Sarajevo                                  | Sloboda Tuzla                          |
| 2004/05 | Široki Brijeg           | Modriča Maksima Željezničar Sarajevo                              | Sloboda Tuzla                          |
| 2005/06 | Zrinjski Mostar         | Široki Brijeg Žepče Limorad                                       |                                        |
| 2006/07 | Široki Brijeg           | HNK Orašje FK Sarajevo                                            | Zrinjski Mostar                        |
| 2007/08 | FK Sarajevo ->          | FK Sarajevo Široki Brijeg Zrinjski Mostar                         | Slavija Istočno Sarajevo               |
| 2008/09 | Modriča Maksima         | Široki Brijeg Zrinjski Mostar                                     | Čelik Zenica                           |
| Seizoen | Champions League        | Europa League                                                     |                                        |
| 2009/10 | Zrinjski Mostar         | FK Sarajevo Široki Brijeg Slavija Istočno Sarajevo                |                                        |
| 2010/11 | Željezničar Sarajevo    | Borac Banja Luka Široki Brijeg Zrinjski Mostar                    |                                        |
| 2011/12 | Borac Banja Luka        | FK Sarajevo Široki Brijeg Željezničar Sarajevo                    |                                        |
| 2012/13 | Željezničar Sarajevo    | Borac Banja Luka FK Sarajevo Široki Brijeg                        |                                        |
| 2013/14 | Željezničar Sarajevo    | FK Sarajevo Široki Brijeg Zrinjski Mostar                         |                                        |
| 2014/15 | Zrinjski Mostar         | FK Sarajevo Široki Brijeg Željezničar Sarajevo                    |                                        |
| 2015/16 | FK Sarajevo             | Olimpik Sarajevo Željezničar Sarajevo Zrinjski Mostar             |                                        |
| 2016/17 | Zrinjski Mostar         | Radnik Bijeljina Široki Brijeg Sloboda Tuzla                      |                                        |
| 2017/18 | Zrinjski Mostar         | FK Sarajevo Široki Brijeg Željezničar Sarajevo                    |                                        |
| 2018/19 | Zrinjski Mostar ->      | Zrinjski Mostar FK Sarajevo Široki Brijeg Željezničar Sarajevo    |                                        |
| 2019/20 | FK Sarajevo ->          | FK Sarajevo Radnik Bijeljina Široki Brijeg Zrinjski Mostar        |                                        |
| 2020/21 | FK Sarajevo ->          | FK Sarajevo Borac Banja Luka Željezničar Sarajevo Zrinjski Mostar |                                        |
| Seizoen | Champions League        | Europa League                                                     | Europa Conference League               |
| 2021/22 | Borac Banja Luka        | 0                                                                 | FK Sarajevo Široki Brijeg Velež Mostar |

### Deelnames
Aantal seizoenen
| 16x FK Sarajevo (exclusief deelnames Joegoslavië, 4x) 16x NK Široki Brijeg 15x FK Željezničar Sarajevo (exclusief deelnames Joegoslavië, 4x) 15x HŠK Zrinjski Mostar 04x FK Borac Banja Luka (exclusief deelnames Joegoslavië, 2x) 03x FK Sloboda Tuzla (exclusief deelnames Joegoslavië, 1x) 03x NK Brotnjo Čitluk 02x FK Modriča Maksima 02x FK Radnik Bijeljina 02x Slavija Istočno Sarajevo 02x NK Čelik Zenica | 01x FK Budućnost Banovići 01x NK Jedinstvo Bihać 01x FK Leotar Trebinje 01x FK Olimpik Sarajevo 01x HNK Orašje 01x FK Velež Mostar (exclusief deelnames Joegoslavië, 6x) 01x NK Žepče Limorad |

## Vrouwen
NB Klikken op de clubnaam geeft een link naar het Wikipedia-artikel over het betreffende toernooi in het betreffende seizoen.
| Seizoen          | Women's Cup       |
| ---------------- | ----------------- |
| 2001/02- 2002/03 | geen deelname     |
| 2003/04          | SFK 2000 Sarajevo |
| 2004/05          | SFK 2000 Sarajevo |
| 2005/06          | SFK 2000 Sarajevo |
| 2006/07          | SFK 2000 Sarajevo |
| 2007/08          | SFK 2000 Sarajevo |
| 2008/09          | SFK 2000 Sarajevo |
| Seizoen          | Champions League  |
| 2009/10          | SFK 2000 Sarajevo |
| 2010/11          | SFK 2000 Sarajevo |
| 2011/12          | SFK 2000 Sarajevo |
| 2012/13          | SFK 2000 Sarajevo |
| 2013/14          | SFK 2000 Sarajevo |
| 2014/15          | SFK 2000 Sarajevo |
| 2015/16          | SFK 2000 Sarajevo |
| 2016/17          | SFK 2000 Sarajevo |
| 2017/18          | SFK 2000 Sarajevo |
| 2018/19          | SFK 2000 Sarajevo |
| 2019/20          | SFK 2000 Sarajevo |
| 2020/21          | SFK 2000 Sarajevo |
| 2021/22          | SFK 2000 Sarajevo |

### Deelnames
19x SFK 2000 Sarajevo
Albanië ·
Andorra ·
Armenië ·
Azerbeidzjan ·
België ·
Bosnië en Herzegovina ·
Bulgarije ·
Cyprus ·
Denemarken ·
Duitsland ·
Engeland ·
Estland ·
Faeröer ·
Finland ·
Frankrijk ·
Georgië ·
Gibraltar ·
Griekenland ·
Hongarije ·
Ierland ·
IJsland ·
Israël ·
Italië ·
Kazachstan ·
Kroatië ·
Kosovo ·
Letland ·
Liechtenstein ·
Litouwen ·
Luxemburg ·
Malta ·
Moldavië ·
Montenegro ·
Nederland ·
Noord-Ierland ·
Noord-Macedonië ·
Noorwegen ·
Oekraïne ·
Oostenrijk ·
Polen ·
Portugal ·
Roemenië ·
Rusland ·
San Marino ·
Schotland ·
Servië ·
Slovenië ·
Slowakije ·
Spanje ·
Tsjechië ·
Turkije ·
Wales ·
Wit-Rusland ·
Zweden ·
Zwitserland

Historie:
DDR ·
Joegoslavië ·
Saarland ·
Sovjet-Unie ·
Tsjecho-Slowakije